# STX Europe
STX Europe AS (раніше Aker Yards ASA) — до недавнього часу була дочірнім підприємством південнокорейської промислової корпорації STX Corporation, найбільшою суднобудівною групою в Європі та четвертою за величиною в світі.
Зі штаб-квартирою в Осло, Норвегія, STX Europe працює в Бразилії, Фінляндії, Франції, Норвегії, Румунії та В'єтнамі. Компанія мала три бізнес-напрямки: Круїзи & Пороми, Офшорні і спеціалізовані судна та інші операції. У 2012 році з ростом простроченої заборгованості, STX продала залишок активів як STX OSV Holdings компанії Fincantieri, які перейменували в VARD.